# 神坂一
神坂一（日语：／ Kanzaka Hajime，1964年7月17日—），日本輕小說作家。男性。主要創作奇幻、科幻作品。出身於兵庫縣朝來市。

## 來歷
蘆屋藝術學院（現在的專門學校藝術學院神戶）畢業後，成為普通的上班族。但在參加第1屆奇幻長篇小說大獎時，憑藉《秀逗魔導士》獲得亞軍（1989年獲獎）。當時家裡沒有電話，所以是以電報通知獲獎。同年，他以《白魔術都市的王子》一作刊登在《月刊DRAGON MAGAZINE》（富士見書房）雜誌上首次亮相，從此作為青壯年族群（現在即輕小說）小說家為業。
在輕小說發展初期，聘請有其他行業經驗的作家來創作作品是很常見的，但隨著時間的推移，新人獎的新生代輕小說作家開始出現，神坂一就是先行者。此後，他也擔任第8屆至第20屆獲獎新人獎奇幻長篇小大說獎的最終評選委員會成員。
之後，他辭掉公司的工作。代表作《秀逗魔導士》系列曾在2000年正傳完結，之後至2011年以一話完結的方式持續發表。相隔18年後，續篇在2018年發行。
1990年代後半《秀逗魔導士》動畫播放之後，也因秀逗魔導士系列在角川Sneaker文庫的科幻/奇幻小說擴大讀者群中大受歡迎，被列入富翁排行的作家類前十名內。此外，他與身為角色設計師的插畫師一起採取了佣金制度。

## 人物
- 曾是日本SF作俱樂部的會員，直到該組織成為一般社團法人為止[7]。因太過喜歡SF而會對「從衛星軌道來的攻擊」「眼球」等詞感到熱血。初次發表的SF系列小說《失落的宇宙》第4冊中，就有從衛星軌道對著星球攻擊的場景。
- 也喜歡鋼普拉，常在各作品的後記中引用《機動戰士鋼彈》的名台詞他經常引用（例如德茲爾·薩比的對話，看到（畢格·薩姆（日语：ビグ・ザム）戰鬥的結果）或場景。同時也是《星際大戰》迷[注 1]。
- 和同文庫的作家秋田禎信感情很好。因此兩人的代表作《秀逗魔導士》和《魔術士歐菲》曾經在雜誌上聯名合作，並已經出書。
- 公認非常喜歡貓，興趣是邊尋找附近的野貓邊散步。
- 粉絲都知道他喜歡妖怪，本人在《秀逗魔導士》新版的後記有提到。喜歡的妖怪是巴克貝亞德。於水木茂記念館前的水木茂路（日语：水木しげるロード）在尋找妖怪展示品（一隻100萬日圓）的提供者時，神坂個人就寄贈了竹切狸（日语：竹伐狸）、方相氏這三隻。
- 他也以插圖繪製作為業餘愛好，並在封面上繪製了「L」，這是神坂在官方粉絲俱樂部的公告中親自設計的。
- 曾寄送附有插圖的賀年片以回覆粉絲來信。最初，其評論是單獨添加的，但隨著數量的增加，其在物理上變得不可能。在文庫中舉行人氣投票的那一年，房間裡堆滿了一萬張明信片，由於這是個人發起的企劃項目，所以是在沒有編輯部幫助的情況下與妹妹一起進行[8]。
- 在《Fanroad（日语：ファンロード）》1995年10月號「秀逗魔導士特集」上，身為原作者，他與插畫家新泉留衣及助手三人一起合作，作為一般讀者發布了插畫明信片。

## 逸事
- 在客滿的電車冤罪事件回避策略贊成女性專用車廂方案。在後記也提過這個話題（因車廂外表長得都一樣所以搭錯車廂）。
- 有人在自己的面前買了自己的著作的話會感到非常害羞。
- 和寫作的詼諧風格相反，是一名外表並沒有太大特徵且禮儀端正，普通到不行的男性。在參觀秀逗魔導士動畫的錄音時，還被高里的配音員松本保典誤以為是混入錄音室的動畫迷。

## 作品列表
富士見Fantasia文庫
- 秀逗魔導士系列（插圖：新泉留衣）
  - 秀逗魔導士正傳 已出版17冊（2008年發行新裝版）
  - 秀逗魔導士SPECIAL 全30冊（主線劇情開始之前的外傳作品）
  - 秀逗魔導士Smash. 全5冊（番外篇）
  - 秀逗魔導士Select 全5冊（《秀逗魔導士SPECIAL》傑作精選）
  - 秀逗魔導士25週年選集（包含神坂一等6位作家的選集。《秀逗魔導士 Intermission 莉娜·因巴斯的記錄》收錄）
- 失落的宇宙 全5冊（插圖：義仲翔子（日语：緋尾乃嵩巳））
- 全6冊（插圖：谷口義孝）
- 已出版3冊（插圖：芳住和之）

1. 2007年10月 ISBN 978-4-8291-1969-3
2. 2008年6月 ISBN 978-4-8291-3279-1
3. 2010年9月 ISBN 978-4-8291-3564-8

- （2004年4月 ISBN 978-4-8291-1602-9，插圖：廣山弘（日语：ひろやまひろし），選集。收錄）

角川Sneaker文庫
- 異世界冒險記（日语：日帰りクエスト） 全4冊（插圖：鈴木雅久）
- 全3冊（插圖：木村明廣）

1. 1996年10月 ISBN 978-4-04-414605-4
2. 1997年10月 ISBN 978-4-04-414606-1
3. 1999年3月 ISBN 978-4-04-414608-5

- O·P·HUNTER（1998年11月 ISBN 978-4-04-414607-8，插圖：吉崎觀音 等）
- 全9冊（插圖：光吉賢司）

1. 2000年1月 ISBN 978-4-04-414609-2
2. 2000年8月 ISBN 978-4-04-414610-8
3. 2001年2月 ISBN 978-4-04-414611-5
4. 2001年7月 ISBN 978-4-04-414612-2
5. 2002年1月 ISBN 978-4-04-414613-9
6. 2002年7月 ISBN 978-4-04-414614-6
7. 2003年1月 ISBN 978-4-04-414615-3
8. 2003年9月 ISBN 978-4-04-414616-0
9. 2004年2月 ISBN 978-4-04-414617-7

- DOORS 全2冊（插圖：岸和田羅賓（日语：岸和田ロビン））

角川mini文庫
- 秀逗魔導士Delicious 全4冊（文庫本廢止後，轉移至《秀逗魔導士 SPECIAL》收錄）

TO文庫
- （2014年9月 ISBN 978-4-86472-289-6）

文春文庫
- （2017年5月 ISBN 978-4-16-790850-8，選集。收錄）

單行本
- THE FANTASY〈3〉（1994年2月 ISBN 978-4-04-782408-9，角川書店，插圖：古山基夫，選集。收錄、《O·P·HUNTER》再收錄）
- O·P·HUNTER（1995年9月，角川書店，ISBN 978-4-04-787008-6}}，插圖：前崎彬 等）
- 神一精選輯 全2冊（角川書店。東田寬子擔當作畫的《O·P·HUNTER》漫畫版書籍）

1. 1996年7月 ISBN 978-4-04-852694-4
2. 1997年3月 ISBN 978-4-04-852784-2

- 鋼彈小說 成為閃光的戰士們（日语：ガンダムNOVELS―閃光となった戦士たち）（插圖：新間大悟，選集。收錄）
- 秀逗魔導士VS魔術士歐菲（2013年9月 ISBN 978-4-8291-7734-1，富士見書房，插圖：新泉留衣、草河遊也。與秋田禎信共著）
- （2013年10月 ISBN 978-4-04-712930-6}}，富士見書房，插圖：林啓太、林哲也。與秋田禎信相互競爭企劃的神坂一版本）
- （2015年5月 ISBN 978-4-04-070503-3，富士見書房）
- 魔術士歐菲選集（2019年12月 ISBN 978-4-86472-879-9，TO BOOKS，《魔術士歐菲》的小說選集。收錄）

雜誌發表、單行本未收錄
- （2003年，《月刊DRAGON MAGAZINE（日语：ドラゴンマガジン）》發表）
- 前後篇（2006年，《月刊小說日本（日语：キャラの！）》發表）
- （2007年，《月刊DRAGON MAGAZINE》發表）

## 小說以外作品
- （《未來力養成教室》，日本SF作家俱樂部／編 ，岩波Junior新書（日语：岩波新書）所收）

## 腳註

## 外部連結
- （日語）—官方粉絲俱樂部頁面。